# La Temperatura
„La Temperatura“ je píseň Malumy z jeho mixtape PB.DB The Mixtape. Tento duet nazpíval s portorickým zpěvákem Eli Palaciosem. 11. června 2013 byla vydána jako první singl mixtape prostřednictvím vydavatelství Sony Music Colombia. Píseň byla komerčně úspěšná napříč zeměmi Latinské Ameriky.

## Videoklip
Videoklip k písni „La Temperatura“, který měl premiéru v červenci roku 2003 na platformě YouTube, režíroval 36 Grados.

## Hitparáda
| Země                                      | Umístění |
| ----------------------------------------- | -------- |
| Kolumbie                                  | 7        |
| Mexiko Mexico Espanol Airplay (Billboard) | 36       |
| Španělsko                                 | 30       |
| US Hot Latin Songs                        | 24       |
| Latin Pop Airplay                         | 8        |
| US Latin Tropical Airplay                 | 25       |
| Latin Airplay                             | 11       |
| Latin Rhythm Airplay                      | 4        |

## Certifikace
| Stát                   | certifikace     | prodejnost |
| ---------------------- | --------------- | ---------- |
| Španělsko (PROMUSICAE) | Platinová deska | 40 000     |